# Megbocsátasz valaha?
A Megbocsátasz valaha? (eredeti cím: Can You Ever Forgive Me?) 2018-as amerikai életrajzi film Marielle Heller rendezésében. A forgatókönyvet Nicole Holofcener és Jeff Whitty írta Lee Israel 2008-as, azonos című memoárja alapján. A főszerepet Melissa McCarthy, Richard E. Grant, Dolly Wells, Jane Curtin, Anna Deavere Smith, Stephen Spinella és Ben Falcone játssza.
A filmet 2018. október 19-én mutatták be az Amerikai Egyesült Államokban. A film forgatása 2017 januárjában kezdődött New Yorkban és 2017. március 2-án fejeződött be.

## Cselekmény
A történet Lee Israel életéről szól, aki irodalmi csalásai miatt híresült el. Az eredetileg szabadúszó újságíró Israel az 1960-as, 1970-es években hírességekről írt életrajzi könyveivel ért el átmeneti sikereket, de később már nem voltak olyan kapóssak a könyvei, idővel se a kiadója, se mások nem tartottak már igényt az effajta műveire, ami miatt megélhetési problémái is keletkeztek. Boldogulását nehéz természete és alkoholizmusa is nehezítette. Ekkor jutott eszébe, hogy maga hamisítson leveleket, amiket hírességek leveleiként értékesített, illetve a könyvtárakból általa ellopott valódi leveleket cserélte rájuk; becslések szerint legalább 400 hamis levelet készített, bűntársa, Jack Hock segítségével túladva rajtuk, Israel ugyanis kiválóan tudta imitálni a különböző szerzők stílusát. Az 1991-ben kezdődő csalássorozattal végül két évvel később lebukott, minek következtében minden könyvtárból kitiltották, elvesztve az írói megbecsülését. Ugyanakkor az általa készített hamisítványok továbbra is keringenek az irodalmi piacon, és jelentősebb összegekért is gazdát cseréltek. Ezután írta meg a hamisítás történetét Megbocsátasz valaha? címmel, ami 2008-as megjelenése után bestseller lett. Israel 2014-ben hunyt el plazmasejtes rákban.

## Szereplők
- Melissa McCarthy - Lee Israel
- Richard E. Grant - Jack Hock
- Dolly Wells - Anna
- Jane Curtin - Marjorie
- Ben Falcone - Alan Schmidt
- Tim Cummings - Craig
- Anna Deavere Smith - Elaine
- Stephen Spinella - Paul
- Gregory Korostishevsky - Andrei
- Christian Navarro - Kurt
- Erik LaRay Harvey - Solonas ügynök
- Brandon Scott Jones - Glen
- Shae D'lyn - Nell
- Marc Evan Jackson - Lloyd
- Kevin Carolan - Tom Clancy

Eredetileg Julianne Moore játszotta volna Israelt, de a színesznő annyira más alkatú volt, hogy csak protézisekkel lehetett volna ezt megoldani, amiről a rendező hallani sem akart. Ezután kapta az alkatilag jobban passzoló McCarthy a szerepet.

## Megjelenés
A film világpremierje 2018. szeptember 1-jén volt a Telluride Filmfesztiválon. Ugyanebben a hónapban a Torontói Nemzetközi Filmfesztiválon is bemutatták. Az Egyesült Államokban 2018. október 19-én mutatták be.

## Fordítás
Ez a szócikk részben vagy egészben  a   Lee Israel című angol Wikipédia-szócikk fordításán alapul.  Az eredeti cikk szerkesztőit annak laptörténete sorolja fel. Ez a jelzés csupán a megfogalmazás eredetét és a szerzői jogokat jelzi, nem szolgál a cikkben szereplő információk forrásmegjelöléseként.